# Mod DB
„Mod DB“ или „Mod Database“ је вебсајт посвећен модовању видео-игара. Створио га је Скот „INtense!“ Реисманис у 2002. години и убрзо је стекао репутацију највећег модинг сајта на Интернету. Од октобра 2006. године, по „Mod DB“-овим статистикама, сајт посећује 2 милиона јединствених посетилаца, има преко 300 хиљада регистрованих корисника и више од 6.000 регистрованих модова.

## Сврха
Овај сајт је првобитно био намењен за варања у популарној видео-игри „Counter Strike“. Касније је еволуирао у оно што је сада. Садашња сврха „Mod DB“-а је да сврста модове, упутства и информације о видео-играма за које играчи праве модове. Партиципација корсника овог сајта је веома подржавана. Корисници могу да додају слике, новости, трејлере, снимке из игре, музику из игре, па чак и саме игре. Активнији корсници су постали администратори и модератори. Особље сајта има улогу библиотекара. Они се старају о томе да само примерени материјал буде на сајту.

## Историја
Након гашења Скотовог првог сајта „The ModRealm“, Скот који је сам кодирао енџин за сајт је убрзо започео нови пројекат под именом „Mod DB“. Прва верзија је пуштена у јавност у јуну 2002. Године 2004. створена је друга верзија која је донела многе новине укључујући и потпуни редизајн сајта. Трећа верзија се појавила у децембру 2005. године. Код ње су урађени комплетан визуелан редизајн и промена организације.
6. октобра 2006. направљен је још један сајт који се звао „Addon DB“. Он је био направљен за материјал који није могао да се сврста у модове. То су: скинови, 3Д модели и мапе. Да би се контролисала оба сајта, створен је „DesuraNET“.
У септембру 2007. године, пуштена је верзија 4. Она је спојила „Mod DB“ и „Addon DB“ у једно и додала опцију за додавање видео-игара. Било комерцијалних или аматерских.
Тренутно се ради на верзији 5 и због тога је сајт тренутно багован.

## Мод године
организује сваке године гласање за најбољи мод. Циљ овог гласања је да се постави стандард у мод индустрији и да се награди труд вредних модера.